# Pleurotaenium inconspicuum
Pleurotaenium inconspicuum là một loài Song tinh tảo trong họ Desmidiaceae, thuộc chi Pleurotaenium.